# Walter Noll (Mathematiker)

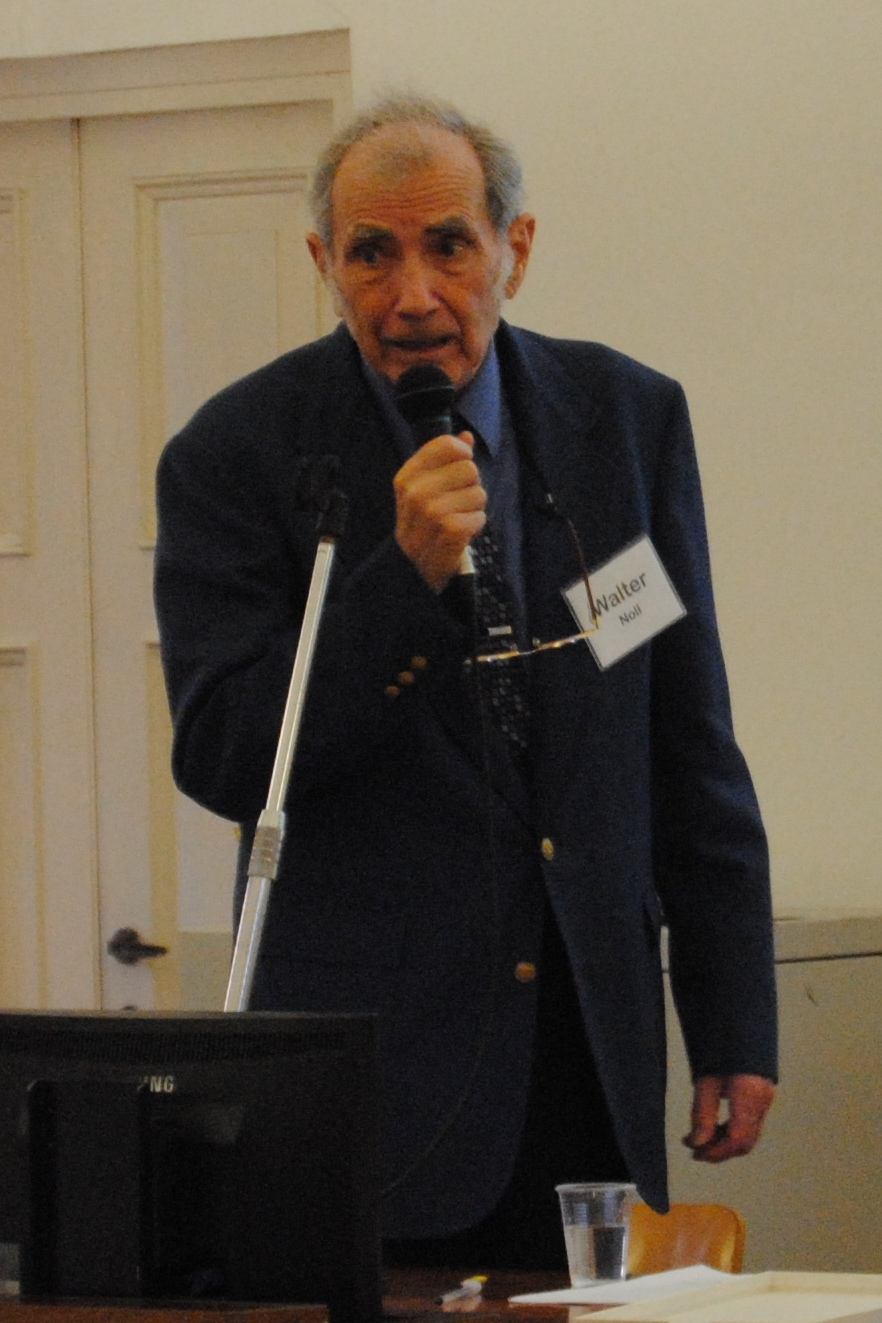
Walter Noll, 2012

Walter Noll (* 7. Januar 1925 in Berlin; † 6. Juni 2017) war ein deutschstämmiger US-amerikanischer angewandter Mathematiker, der sich insbesondere mit den Grundlagen der Kontinuumsmechanik und Thermodynamik befasste.

## Leben
Noll studierte ab 1946 Mathematik an der TU Berlin, hörte aber auch Vorlesungen an der FU Berlin und der Humboldt-Universität sowie 1949/50 an der Universität Paris. 1951 erwarb er den Titel des Diplom-Ingenieurs in Mathematik an der TU Berlin und wurde dort wissenschaftlicher Assistent. 1953 ging er an die Indiana University zu Clifford Truesdell, wo er 1954 in Angewandter Mathematik promoviert wurde. Danach kehrte er wieder nach Berlin zurück, ging aber 1955 wieder in die USA an die University of Southern California und ab 1956 als Associate Professor am Carnegie Institute of Technology, der späteren Carnegie Mellon University. Ab 1957 begann seine Zusammenarbeit mit Truesdell an den Non linear field theories of mechanics, die 1965 als Teil des Handbuchs der Physik erschienen. Er wurde Professor an der Carnegie Mellon University und emeritierte 1993.
Er war unter anderem Gastprofessor und Gastwissenschaftler an der Johns Hopkins University (bei Truesdell), der Universität Karlsruhe, dem Israel Institute of Technology, der École Polytechnique in Nancy, der Universität Pisa, der Universität Pavia und der University of Oxford. Er war Fellow der American Mathematical Society. 

## Schriften
- mit Clifford Truesdell The Non-Linear Field Theories of Mechanics, Springer-Verlag 2004 (zuerst 1965 in der Reihe Siegfried Flügge (Herausgeber) Encyclopedia of Physics, Band III/3)
- mit B. D. Coleman, H. Markovitz Viscometric Flows of Non-Newtonian Fluids, Theory and Experiment. Springer-Verlag, 1966
- Foundations of Mechanics and Thermodynamics, Selected Papers,  Springer-Verlag, 1974
- Finite-Dimensional Spaces: Algebra, Geometry, and Analysis, Band 1, Kluwer Academic Publishers, 1987